# Corong
Le Corong est un cours d'eau des Côtes-d'Armor dans la région Bretagne, et un affluent de la Hyères, donc un sous-affluent de l'Aulne. Il est aussi appelé ruisseau de l'étang de Follézou ou ruisseau le Corong.

## Géographie
La longueur de son cours d'eau est de 16 km.
Elle traverse les cinq communes suivantes, de l'amont vers l'aval : Kergrist-Moëlou (source), Locarn, Duault, Saint-Servais et Saint-Nicodème (confluence avec la Hyères).

## Affluent
Le Corong n'a aucun affluent référencé.

## Site remarquable
Le Corong forme les gorges du Corong, un chaos granitique.